# Rudolf Bollier
Rudolf Bollier, alla nascita Johann Rudolf Bollier (Horgen, 17 maggio 1815 – Horgen, 5 febbraio 1855), è stato un giudice, politico e mercante svizzero.

## Biografia
Figlio di Rudolf Bollier, calzolaio e contadino, dopo avere studiato diritto all'Università di Zurigo nel 1834-1835, nel 1842 divenne giudice istruttore cantonale straordinario, membro del Consiglio di polizia nel 1845, Consigliere di Stato zurighese dal 1846 al 1854, Consigliere nazionale dal 1848 al 1849 e membro del Gran Consiglio dal 1854 al 1855. Nel 1853 sposò Anna Meier, figlia di Johann Meier, oste a Zurigo. Fedele sostenitore del "sistema Escher", si dimostrò un inquisitore zelante in occasione delle agitazioni "comuniste" nei distretti di Uster, Pfäffikon e Hinwil. Dal 1854 alla morte fu commerciante di seta.